# Tỉnh Nam, Nouvelle-Calédonie

Lá cờ của tỉnh

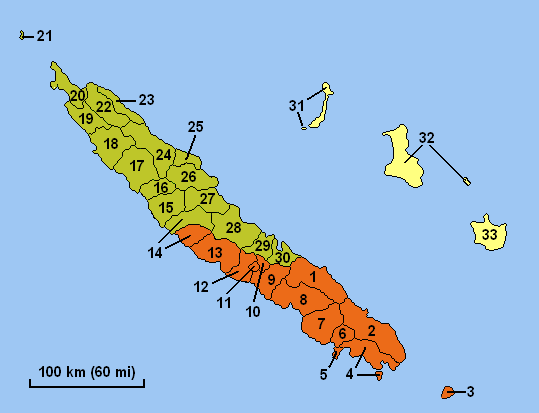
Tỉnh Nam (màu đỏ)

Tỉnh Nam là một trong ba tỉnh tạo nên Nouvelle-Calédonie, một đặc khu hải ngoại của Pháp tại châu Đại Dương. Nó tương ứng với phần đông nam của đảo chính và đảo Pines. Diện tích của tỉnh là 7012 km² đứng thứ hai sau Tỉnh Bắc. Điểm cao nhất của tỉnh là ở Núi Humboldt, độ cao là 1.618 m (đỉnh cao thứ hai của Nouvelle-Calédonie, sau Núi Panie ở Tỉnh Bắc).
Đây là tỉnh đông dân và giàu nhất tại Nouvelle-Calédonie. Dân số là 183 007 người trong năm 2009, 74,52% tổng dân số của Nouvelle-Calédonie. Mật độ là 26,1 người/km². Dân tộc:
- Người Melanesia: 25,5%
- Người gốc Âu: 44,4%
- Người Polynesia: 16,5%
- Khác: 13,4%